# توری استیپلز براین
توری استیپلز براین (انگلیسی: Thori Staples Bryan؛ زادهٔ ۱۷ آوریل ۱۹۷۴) بازیکن فوتبال در پست مدافع اهل ایالات متحده آمریکا است.

## تیم ملی
وی همچنین در تیم ملی فوتبال زنان ایالات متحده آمریکا بازی کرده‌است.

## جوایز و افتخارات
وی برندهٔ مدال طلا بازی‌های المپیک تابستانی ۱۹۹۶ شده‌است.